# Camera Reginale
La Camera Reginale costituì una vera e propria dote assegnata da Federico III, Re di Sicilia, alla consorte Eleonora d'Angiò come dono di nozze nel 1302.
Costituiva una sorta di feudo a disposizione della regnante e veniva amministrata da un governatore. Il dominio col tempo cambiò, tuttavia si può genericamente dire che era formata dai territori dei comuni di Paternò, Mineo, Vizzini, Castiglione di Sicilia, Francavilla di Sicilia, Siracusa, Lentini, Avola, il borgo messinese di Santo Stefano di Briga e l'isola di Pantelleria. Il Castello Maniace fu la sede della Camera Reginale che, morta Eleonora, venne ereditata dalle Regine che si susseguirono, sino al 1537 quando venne abolita.

## Sovrane che godettero della dote della Camera Reginale
- Eleonora d'Angiò
- Elisabetta di Carinzia
- Costanza d'Aragona
- Antonia del Balzo
- Bianca di Navarra
- Eleonora d'Alburquerque
- Maria di Castiglia
- Giovanna Enríquez
- Isabella di Castiglia
- Germana de Foix

## L'ultima regina della Camera: Germana de Foix
Quando Isabella di Castiglia morì prematuramente, nel 1504, la Camera Reginale tornò sotto la totale facoltà del re suo marito, Ferdinando II d'Aragona, il quale, l'anno seguente, decise di nominare Giovanni Cardinas (Juan de Cárdenas) «portiere delle porte di Siracusa» (carica civica), e alla fine di quello stesso anno la fece governare dal viceré di Sicilia: Guglielmo Raimondo VI Moncada.

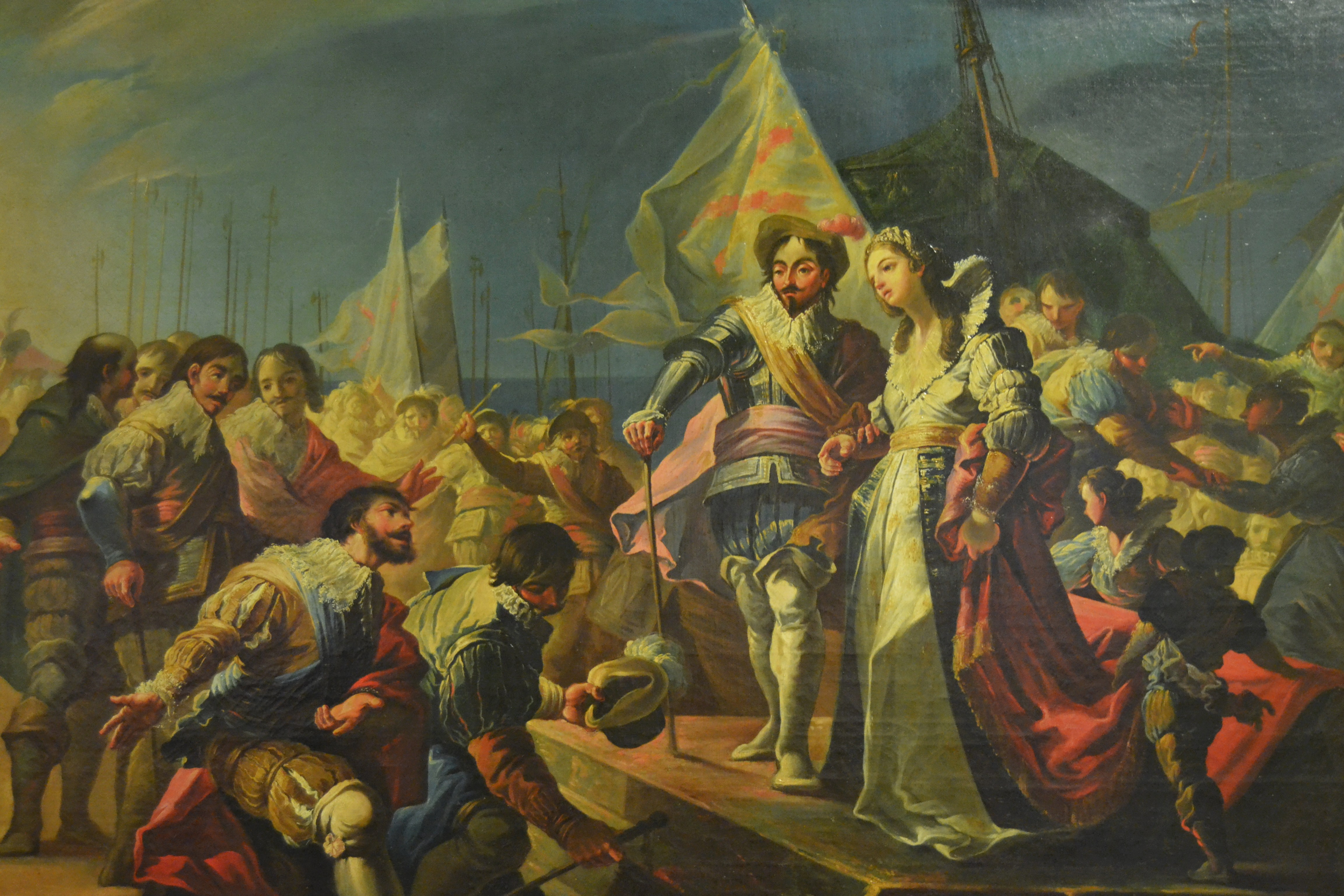
Il re Ferdinando il Cattolico e la sua seconda moglie, Germana de Foix (dipinto di José Ribelles, Museo di belle arti di Valencia, XVIII secolo)

Tuttavia, il re di Aragona e Castiglia si risposò a breve: nel 1505 la sua seconda moglie divenne Germana de Foix, figlia dell'infante di Navara Giovanni di Foix-Étampes e nipote del re Luigi XII di Francia, alla quale assegnò, il 1 aprile del 1506, la «Cámara de la reina de la Ciudad de Zaragoza» (detta anche «Camera de Sicilia»).
Germana nominò governatore della Camera Pere Sánchez de Calatayud, ai siciliani noto come Almerigo Centelles (acquisì il cognome del lignaggio Centelles, grazie al diritto di maggiorasco), il quale divenne nel 1513 anche presidente del Regno di Sicilia.
Sempre nel 1513, il fratello del governatore aretuseo, Guillem Ramón Centelles, fu nominato in Spagna vescovo di Siracusa.
L'unione di Germana con Ferdinando II non poté tuttavia durare a lungo, poiché il re Cattolico (colui che insieme a Isabella legò il proprio nome alla scoperta dell'America, in quanto finanziatore della spedizione di Cristoforo Colombo) morì il 23 gennaio di quell'anno.
Il re Cattolico lasciò scritte nel suo testamento precise disposizioni riguardo al futuro della città di Siracusa e delle terre che, tramite la Camera Reginale, da essa dipendevano:
- N.B. Il re nel documento parla di sé stesso in prima persona plurale. Inoltre si trascrive di seguito solamente l'introduzione del testamento e le parti più importanti che riguardano il volere di Ferdinando su Siracusa; ergo, non è il testo riportato nella sua integrità.

(Testamento del re Cattolico Don Ferdinando, Madrigalejo, 22 gennaio 1516. Trascritto in Juan de Mariana,  Historia general de España, Toledo (1601), ed. 1796, Apendices XXX-XLIV.)
Il re Cattolico ordinò quindi che la città di Siracusa restasse sotto speciale amministrazione della regina Germana (da essa la regina riceverà 30.000 fiorini d'oro per la sua personale rendita), ma le impedì di mettere nel suo governo persone estranee o nemiche della corte; in altre parole: «que la governacion, y justicia dellas tuviessen personas naturales» (che il governo e la giustizia fossero affidati a persone native del luogo). E specificò inoltre, Don Ferdinando, che in caso la sua vedova decidesse di contrarre seconde nozze, la città sarebbe dovuta ritornare in possesso degli eredi della corona d'Aragona; questa era la sua volontà.

### Le terre della Camera tra Germana e Carlo V d'Asburbo

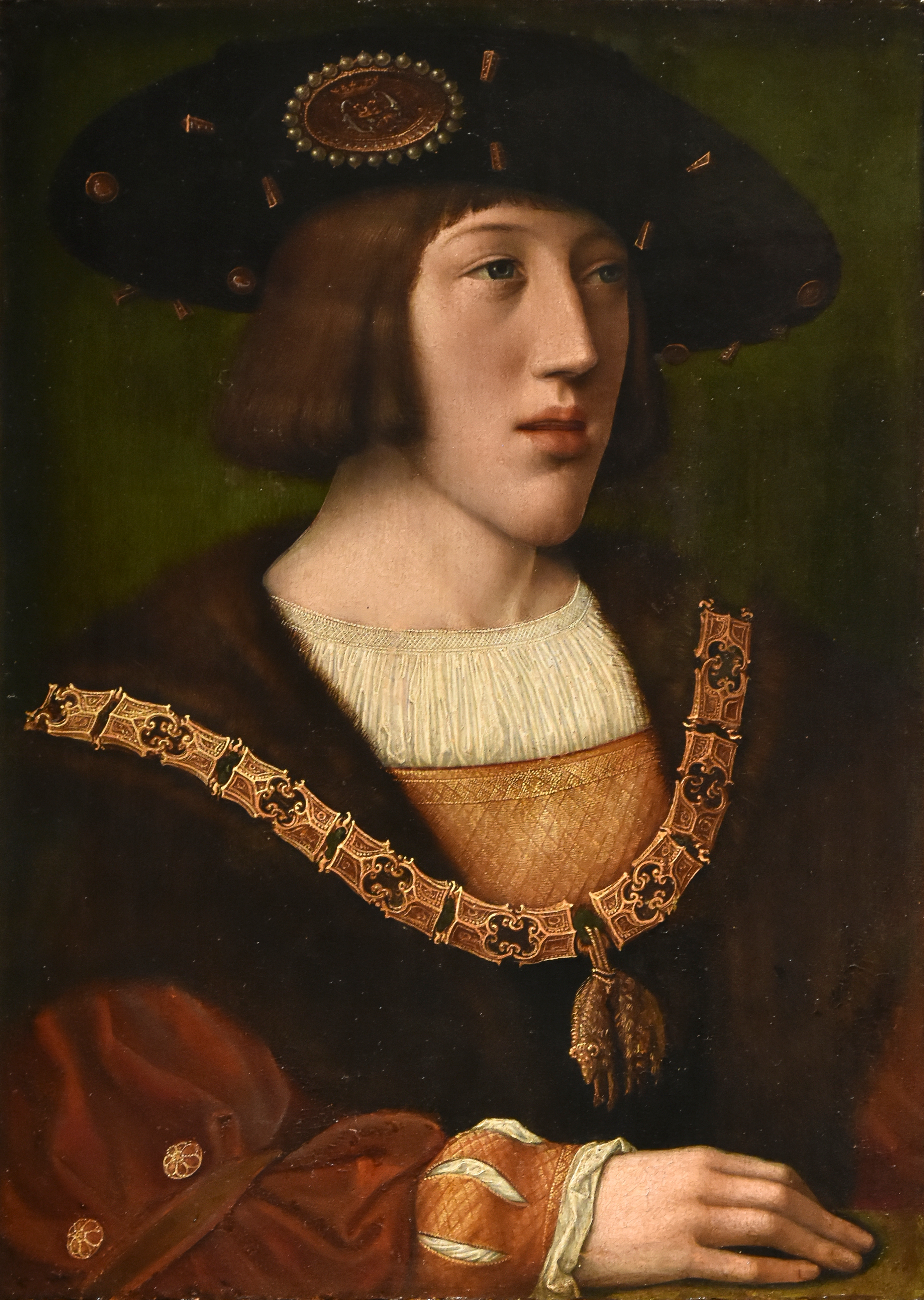
Carlo d'Asburgo all'età di sedici anni (nel 1516, anno della morte del nonno Ferdinando II d'Aragona)

Il re Cattolico nel suo testamento nominò come suo successore al trono il nipote Carlo d'Asburgo, figlio di sua figlia Giovanna d'Aragona e di Castiglia (detta Giovanna la Pazza e impossibilitata a regnare), non avendo potuto avere con Germana il tanto sperato figlio maschio (la coppia ebbe un bambino, Juan de Aragón y Foix, ma morì poche ore dopo essere nato), la quale veniva affidata, secondo le ultime volontà del re, alla protezione del giovane Carlo.
Mentre Carlo d'Asburgo aspettava di stabilirsi in Spagna per essere incoronato primo re del regno spagnolo unificato, in Sicilia, nel 1516, scoppiarono dei violenti tumuti; incominciati a Palermo: lo scopo dei ribelli isolani era far capitolare il viceré Hugo de Moncada, poiché, sostenevano, non essendo più in vita colui che lo aveva eletto, ovvero il re Cattolico, i siciliani non erano più obbligati a riconoscere in Moncada il continuatore del potere regio.
Il vescovo di Siracusa, Ramón Centelles, venne allora mandato dalla regina Giovanna in missione diplomatica: nel gennaio del 1516 il suo compito era quello di studiare l'origine della rivolta siciliana e di tranquillizzare i ribelli, convincendoli che non appena il nuovo re fosse giunto in Spagna ci sarebbero stati importanti risvolti per loro (ciò doveva comunque avvenire nella massima prudenza e segretezza). Al prelato della chiesa siracusana, Ramón, il Consiglio della corte spagnola affidò poi anche un altro compito di grande importanza: dal mese di agosto egli doveva indagare sullo status dell'Inquisizione siciliana, la quale sembrava essersi troppo distaccata dalla conformità che doveva mantenere con la sua gemella; l'Inquisizione spagnola:
(Valeria La Motta, El establecimientode la Inquisición Española en Sicilia entre normas y prácticas (1500-1516), 2015, p. 17.)
La città di Siracusa non poteva comunque essere coinvolta nella ribellione siciliana, poiché il testamento del re Cattolico la stabilizzava in ogni caso, avendola affidata, chiaramente, alla vedova Germana de Foix, con il titolo di sua regina. Eppure essa venne trascinata ugualmente nella rivolta: prima venne il capitano d'armi Pietro II Cardona, da Catania (città demaniale e non reginale), che ne prese il controllo e la pose in clima di guerriglia (egli sosteneva gli avversari del Moncada, e non la regina vedova, che erano desiderosi di mettere un uomo nuovo al comando del vicereame), poi sopraggiunsero i lentinesi (la cui città era stata presa dal Moncada e staccata dai domini di Germana), i quali, fomentando ulteriormente gli animi degli abitanti di Siracusa, in massa sostennero che il capoluogo reginale aretuseo dovesse dichiararsi a favore dell'abolizione del potere della regina sulle loro terre. I siracusani, quindi, venivano invitati all'ennesima ribellione da entrambe le fazioni (senza considerare che essi, tempo prima, erano stati minacciati di pena di morte se non avessero finalmente giurato fedeltà alle regine della Spagna).
I lentinesi, approfittando dell'assenza del governatore di Siracusa, Almerigo Centelles - il quale era andato ad accompagnare Moncada da Carlo d'Asburgo -, irruppero nel castello Maniace e cacciarono da esso la moglie e i figli di Centelles. Ne seguì il tumulto generale anche tra i siracusani: ci fu la provocata ribellione nei confronti della regina e la città si dichiarò fuori dal potere reginale. I lentinesi non tolleravano lo stare sotto la giurisdizione dei siracusani, a tal punto che essi scrissero al re Carlo, nel 1516, la seguente accorata supplica:
(Lentinesi a Carlo I di Spagna (futuro Carlo V), 1516.)
Durante la ribellione, il capoluogo aretuseo non subì le ire della Spagna, ma Lentini sì, poiché si venne a sapere, dopo il verificarsi dei fatti (nel 1522), che il capopopolo lentinese, il prete Matteo Sancetta, era stato torturato dalla R.G.C. (la Regia Gran Corte di Sicilia). La situazione dell'area siracusana si placò infine insieme a quella generale delle altre città di Sicilia: quando Carlo iniziò a regnare, sostituì Hugo de Moncada con il viceré Ettore Pignatelli, il quale, attuando una dura repressione, nell'aprile del 1517, ristabilì l'autorità monarchica spagnola sull'isola. Quello stesso anno Carlo conobbe, di persona, Germana de Foix e tra i due nacque una relazione d'amore che, per ovvi motivi, era proibita e mal vista dalle Cortes spagnole.
La regina, ancora vedova, aveva chiesto al re Carlo di far ripristinare la Camera regianle di Siracusa, che per diritto ereditario le spettava, il nuovo re, quindi, da Bruxelles scrisse a Ettore Pignatelli il 28 marzo 1517, dandogli l'ordine di riportare i siracusani al governo della regina Germana. La città tornò ufficialmente al potere reginale nel febbraio del 1518, anno in cui fu concesso l'indulto a tutti i siracusani che si erano precedentemente ribellati (per i lentinesi invece il perdono venne concesso nel novembre del 1522).
Nel 1519 la situazione politica risultava tuttavia ancora turbolenta: vi fu l'ingerenza del viceré Ettore nell'elezione del governatore della Camera, che piazzò un uomo del suo entourage al comando della capitale reginale, Giacomo Alliata (fondatore, o rifondatore, del centro urbano trapanese di Castellammare del Golfo e luogotenente del maestro giustiziere del regno), la qual cosa non fu gradita dai siracusani (il viceré di Sicilia non aveva infatti potere amministrativo nei domini della regina, egli poteva intervenire solo su richiesta dei sovrani).
La città decise quindi di mandare un ambasciatore alla corta spagnola, chiedendo alla regina di far ritornare Almerigo Centelles (egli era stato trattenuto in Spagna dopo la ribellione del 1516); Germana acconsentì e, con l'assenso del re Carlo I di Spagna (dato il 13 novembre 1519), Centelles riprese il comando del senato aretuseo.
Carlo, che nel gennaio del 1519 assunse il titolo di imperatore, ereditando oltre ai domini spagnoli anche i confini del Sacro Romano impero, divenendo Carlo V d'Asburgo, diede ai siracusani un nuovo privilegio: essi potevano acquistare il frumento dai porti della Camera a prezzo politico in caso di necessità. Inoltre, il re confermò l'antico privilegio degli aretusei: erano esentati dal donativo regio (i siracusani, a differenza della maggior parte delle città siciliane, non erano obbligati a mandare soldi alla corte di Spagna), scatenando così la reazione degli altri centri reginali, specialmente di Lentini, i cui abitanti, non ancora dimentichi della passata rivolta del 1516, si rivolsero stavolta alla Magna Curia del tribunale regio di Palermo, per avere ragione della vicenda. Ma sia la regina Germana e sia il re Carlo ricordarono ai funzionari regi che la questione sul donativo delle città reginali non era affar loro, invitandoli quindi a non intromettersi (in tal senso vi era una ben precisa separazione tra città demaniali e città reginali).
I privilegi concessi a Siracusa (la quale comunque aveva in compenso da affrontare le spese belliche per la sua difesa) indussero alcune città reginali a chiedere l'abolizione della Camera della regina: si fecero avanti Mineo, Vizzini e Lentini, sollecitando il sovrano affinché eliminasse la Camera siracusana, ma Carlo V, in verità, non aveva alcuna intenzione di assecondare tali richieste, ed egli nel 1521 tranquillizzò i siracusani, dicendo loro che la Camera sarebbe continuata a esistere.
L'anno in cui Carlo divenne imperatore, ovvero il 1519, Germana de Foix venne concessa in seconde nozze al canonico di Colonia (pare si facesse ciò per mettere a tacere le voci, sempre più insistenti, del suo legame fin troppo intimo con Carlo), il tedesco Giovanni di Brandeburgo-Ansbach (figlio di Federico I di Brandeburgo-Ansbach). Carlo tenne comunque Germana vicino a sé, nominandola viceregina di Valencia e nominando suo marito il marchese capitano generale del Regno (cariche donate nel 1523).
Visto che l'infante di Navarra contrasse nuovo matrimonio (e non era più regina consorte di un sovrano d'Aragona), Carlo avrebbe dovuto toglierle il governo di Siracusa e delle altre aree siciliane che a essa facevano riferimento, così come era stato stabilito nel testamento di suo nonno, il re Cattolico, ma invece non lo fece, e Germana continuò anche dopo il 1519 a rimanere la regina di Siracusa (Carlo, naturalmente, e non il canonico di Colonia, restava la controparte maschile di Germana in tutto ciò che concerneva le vicende delle terre aretusee).

### La decisione presa nel parlamento siciliano
Se una parte della città, sede capitale della dote delle regine, era favorevole al mantenimento della Camera, vi era un'altra parte che, praticamente da sempre, ne chiedeva l'abolizione. Così accadde che, nel 1523, non furono più le città minori della Camera a chiedere che venisse soppressa questa forma di «Stato dentro lo Stato» (come fecero nel 1516 e nel 1521) ma fu la capitale reginale stessa a farsi capofila di tale richiesta, durante il parlamento siciliano di quell'anno. Per cui tra le delibere vi fu il capitolo (De reginali cammera ad Regium demanium redducenda) nel quale si affermava la volontà «che Siracusa e le altre terre appartenenti alla Camera Reginale passassero a far parte del demanio».

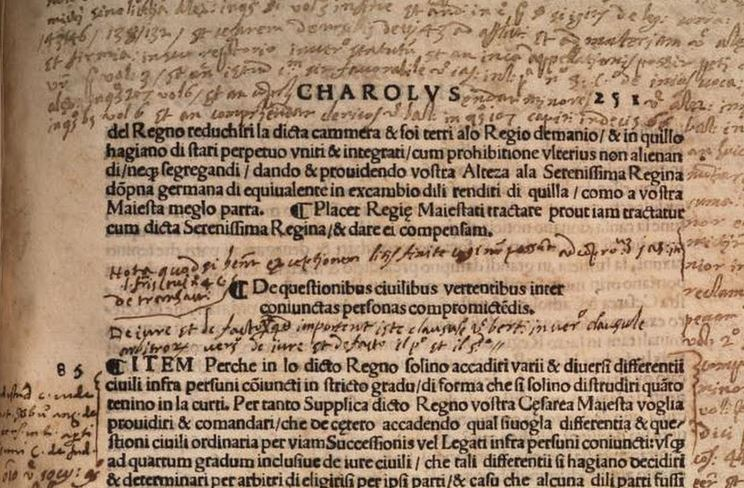
La richiesta dei siracusani a Carlo V sul ritorno al demanio regio; dal testo originale del 1526

Carlo V non fu contento di ciò, e se anche s'impegnò con i siracusani nel dire che avrebbe provveduto a convincere Germana a rinunciare alla Camera, pure dietro compenso, in realtà lasciò solo passare del tempo, cosicché i siracusani, nel 1526, gli rifecero la stessa richiesta, ed egli ancora tergiversò.
Nel frattempo, l'imperatore convolò alle sue prime e uniche nozze nel marzo del 1526, sposando Isabella del Portogallo, alla quale (stroncando definitivamente la secolare tradizione) non passò la Camera reginale siracusana (com'era naturale che si facesse con le regine della monarchia spagnola), lasciandola ancora a Germana.
La regina di Siracusa, nello stesso periodo (agosto 1526), andò in sposa per la terza volta (Giovanni di Brandeburgo-Ansbach era morto l'anno passato, nel 1525): il suo nuovo e ultimo marito fu Ferdinando d'Aragona (l'ultimo erede della casata aragonese-partenopea che regnò su Napoli prima della conquista per opera del re cattolico).
All'ennesima richiesta dei siracusani, Carlo V decise di mettere bene in chiaro il suo pensiero al riguardo e, con dispaccio reale, scrisse loro il 17 settembre 1535, dicendoli che non se la sentiva di dare questo dispiacere a Germana de Foix e che quindi la Camera reginale era da considerarsi intoccabile fino a quando la sua protetta sarebbe vissuta. Ovvero, l'imperatore s'impegnava a estinguere la Camera aretusea solo dopo la morte di Germana. Ed egli manterrà la sua promessa. I siracusani, dopo di ciò, non insistettero oltre. Essi avevano, di fatto, vincolato la cessazione del loro particolare status sociale con quel capitolo del 1523 (che è quello al quale l'imperatore farà riferimento dopo la morte di Germana, adempiendo al «voto del Regno»).

## Abolizione definitiva della Camera reginale

### La morte della regina Germana e il ritorno al demanio
Il 22 marzo 1536 Carlo rinnovò solennemente i privilegi di Siracusa (riconfermandoli tutti). Solamente pochi mesi dopo, il 15 ottobre 1536, morì in Spagna la regina della Camera, Germana de Foix. 
Adempiendo al voto del Regno del 1523 (anno in cui i siracusani, spontaneamente, chiesero l'abolizione del titolo e del potere di Germana su di loro), l'imperatore soppresse definitivamente la Camera reginale, mantenendo la promessa - l'ultima volta fatta nel 1535 - agli abitanti della città capitale di quell'organo così particolare.
I siracusani erano convinti di aver fatto bene a entrare a far parte di quel nutrito gruppo di città regie; anche se nella loro decisione finale non si può non prendere in considerazione il notevole peso che ebbero i continui malumori e gelosie della altre città reginali, che le chiedevano di far sopprimere la Camera. Sostenevano i cittadini aretusei di essersi liberati della tirannia dei singoli governatori, ed erano ansiosi di partecipare, dopo secoli di assenza, al parlamento siciliano (fino a quel momento essi vi avevano presenziato solo tramite il rappresentante del governatore della regina spagnola e ciò che lì si decideva non aveva effetto su di loro senza il consenso di uno dei due sovrani). Tuttavia, come sottolineato da diversi storici, essi rinunciarono a un qualcosa che aveva avuto il potere di schermarli, di tutelarli, dandoli dei precisi vantaggi, malgrado le avverse condizioni economiche nelle quali si trovavano; tutela che non poterono più avere una volta passati al ben più vasto e articolato contesto decisionale siciliano (il parlamento siciliano si componeva di tre bracci: li feudale o militare, l'ecclesiastico e il demaniale):
(Tommaso Gargallo, Memorie patrie per lo ristoro di Siracusa, vol. 1, 1791, p. 311.)
Per cui, con il malcontento di Carlo V e la scomparsa della secolare indipendenza regnicola, Siracusa venne reinserita nel demanio del Regno di Sicilia. A diverse altre città della Camera reginale, che tanto avevano battagliato per non dirsi sotto l'autorità aretusea, non andò molto bene: l'anno successivo esse rischiarono quasi tutte di essere vendute ai privati, e dovettero pagare con grosse cifre di denaro il loro inserimento nel demanio (vi fu un assiduo carteggio sulla questione tra il viceré e l'imperatore).
Nonostante la cessazione dell'indipendenza, a Siracusa rimasero comunque delle particolari figure (protonotaio, maestro giurato, protomedico e altri ufficiali) - mentre secondo altre fonti l'unico ufficio che rimase dopo l'abilizione della Camera fu quello del protonotaio (che però non poté più avere l'ampia padronanza di prima), anche se nel 1586 si ha notizia certa dell'indipendenza del protomedico siracusano da quello palermitano - che «costituirono ancora un corpo separato dal resto del regno» (in ogni caso, il parlamento siciliano pare che continuasse a non potere avere, almeno inizialmente, l'accesso diretto su ciò che riguardava Siracusa).
Dal 1536 il capo del governo militare del val di Noto prese residenza fissa nella città aretusea e si chiamò capitano d'armi (tale situazione rimarrà invariata fino al 1679, quando la città capoluogo subirà la sua più forte e definitiva conversione in centro militare spagnolo).
Alla città venne assegnato un appellativo (come si usava fare con le città parlamentari di Sicilia) e le venne dato il 4º posto per importanza al voto (essa veniva dopo Palermo, Messina e Catania). Il suo appellativo fu la fedelissima.  Anche altre città reginali ricevettero posizione e appellativi: Lentini, ad esempio, venne soprannominata la feconda e le fu dato il 16º posto in parlamento; Vizzini venne detta la obbedientissima e occupò il 28º posto; Augusta, la veneranda, il suo voto era il 33° parlamentare. 
In totale vi erano 42 città appartenenti al demanio (ciascuna con un'influenza diversa e un titolo distintivo), mentre il resto dei centri urbani erano affidati a un signore feudale (fu il parlamento siciliano di Siracusa, convocato da re Martino nell'ottobre 1398, a sancire, in maniera pressoché definitiva, la divisione tra città regie e feudali dell'isola).